# Az Oblong család
Az Oblong család (eredeti cím: The Oblongs) 2001-ben bemutatott amerikai,  felnőtteknek szóló rajzfilmsorozat. A műsor alkotói Angus Oblong és Jace Richdale, a történet pedig egy radioaktív sugárzásnak kitett helyen élő, eldeformálódott családról szól. Az eredeti hangok közt megtalálható Will Ferrell, Jean Smart, Pamela Adlon, Lea DeLaria, valamint Jason és Randy Sklar. 
A sorozatot az Amerikai Egyesült Államokban a The WB mutatta be 2001. április 1-én, de 2001. május 20-án, 8 rész után levették a műsorról. Később az Adult Swim fejezte be 2002. augusztus 25. és 2002. október 20. közt. Magyarországon az RTL Klub tűzte műsorra a Kölyökklub című blokkjában 2002-ben.

## Cselekmény
A sorozat főszereplői az Oblong család, akik egy szegény közösségben élnek, egy radioaktív sugárzásnak kitett helyen. Ennek hatására mind rendelkeznek valamilyen rendellenességgel: az apukának, Bobnak nincsenek végtagjai; a feleség, az iszákos Pickles kopasz; Biff és Chip sziámi ikrek; Beth fején egy kitüremkedés van; Milo pedig mentális problémákkal küzd. A különc család mégis összetart, és együtt néznek szembe a város történéseivel.

## Szereplők
| Szereplő            | Eredeti hang             | Magyar hang                   |
| ------------------- | ------------------------ | ----------------------------- |
| Bob Oblong          | Will Ferrell             | Tarján Péter                  |
| Pickles Oblong      | Jean Smart               | Makai Andrea                  |
| Biff és Chip Oblong | Randy Sklar, Jason Sklar | Moser Károly, Pálmai Szabolcs |
| Milo Oblong         | Pamela Adlon             | Minárovits Péter              |
| Beth Oblong         | Jeannie Elias            | Lamboni Anna                  |
| Helga Phugly        | Lea DeLaria              | Kocsis Mariann                |
| Creepy Susie        | Jeannie Elias            | Antal Olga                    |
| Mikey               | Jeannie Elias            | Szokol Péter                  |
| Peggy               | Becky Thyre              | Roatis Andrea                 |
| Jared               | Pamela Adlon             | Kossuth Gábor                 |

## Magyar szinkron
További magyar hangok: Csuha Lajos, Fazekas István, Németh Kriszta, Kapu Hajni, Végh Ferenc
Magyar szöveg: Tóth Péter
Hangmérnök: Hídvégi Csaba
Vágó: Szabó Péter István
Rendezőasszisztens: Szász Andrea
Gyártásvezető: Boskó Andrea
Szinkronrendező: Ullmann Gábor
Producer: Kovács Zsolt
A szinkront az RTL Klub megbízásából a Szinkron Systems készítette.

## Epizódok
| #  | Magyar cím              | Angol cím                 | Eredeti premier      |  |
| -- | ----------------------- | ------------------------- | -------------------- |  |
|    |                         |                           |                      |  |
| 01 | Földöntúli szerelem     | Misfit Love               | 2001. április 1      |  |
| 01 |                         |                           |                      |  |
| 02 | Az álomkóros kutyus     | Narcoleptic Scottie       | 2001. április 8.     |  |
| 02 |                         |                           |                      |  |
| 03 | Sorsfordulat            | Milo Interrupted          | 2001. április 15.    |  |
| 03 |                         |                           |                      |  |
| 04 | Vödörfejek              | Bucketheads               | 2001. április 22.    |  |
| 04 |                         |                           |                      |  |
| 05 | Hősnő kerestetik        | Heroine Addict            | 2001. április 29.    |  |
| 05 |                         |                           |                      |  |
| 06 | A marketingzseni        | The Golden Child          | 2001. május 6.       |  |
| 06 |                         |                           |                      |  |
| 07 | Gáz van!                | Flush, Flush, Sweet Helga | 2001. május 13.      |  |
| 07 |                         |                           |                      |  |
| 08 | Debbie szétszakad       | Disfigured Debbie         | 2001. május 20.      |  |
| 08 |                         |                           |                      |  |
| 09 | Pickles kicsi amazonjai | Pickles' Little Amazons   | 2002. augusztus 25.  |  |
| 09 |                         |                           |                      |  |
| 10 | Guberálók               | Get Off My Back           | 2002. szeptember 8.  |  |
| 10 |                         |                           |                      |  |
| 11 | Mélypont                | Please Be Genital         | 2002. szeptember 15. |  |
| 11 |                         |                           |                      |  |
| 12 | Nevem Robbie            | My Name Is Robbie         | 2002. október 6.     |  |
| 12 |                         |                           |                      |  |
| 13 |                         | Father of the Bribe       | 2002. október 20.    |  |